# Mathias Dyngeland
Mathias Lønne Dyngeland, född 7 oktober 1995 i Fana, är en norsk fotbollsmålvakt som spelar för Brann.

## Klubbkarriär
Den 10 december 2019 värvades Dyngeland av IF Elfsborg, där han skrev på ett fyraårskontrakt. Den 27 augusti 2021 lånades Dyngeland ut till norska Vålerenga på ett låneavtal över resten av året.
I januari 2022 värvades Dyngeland av Brann, där han skrev på ett tvåårskontrakt. I oktober 2022 förlängde Dyngeland sitt kontrakt i klubben fram över säsongen 2025.

## Landslagskarriär
Den 16 november 2023 debuterade Dyngeland för Norges landslag i en 2–0-seger över Färöarna.